# Euphorbia obesa

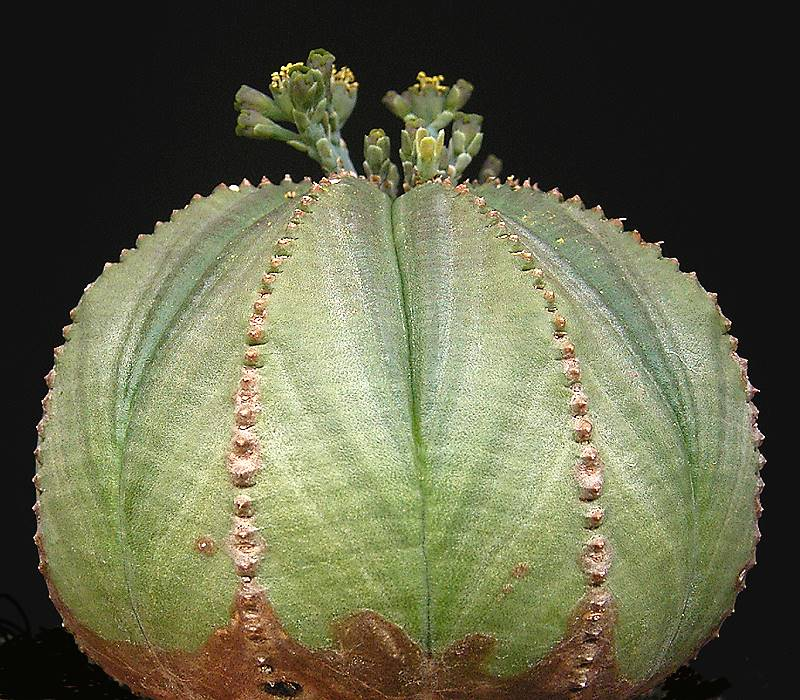
Männliche Blüten

Euphorbia obesa ist eine Pflanzenart in der Gattung Wolfsmilch (Euphorbia) aus der Familie der Wolfsmilchgewächse (Euphorbiaceae). Ihre Heimat ist ein sehr begrenztes Gebiet in der Karoo nahe Graaff-Reinet in der südafrikanischen Provinz Ostkap. Dort kommt sie auf sehr sandigen Böden, häufig unter Büschen, vor und fügt sich so gut in ihre Umgebung ein, dass sie häufig schwer zu erkennen ist.

## Beschreibung
Euphorbia obesa hat einen in der Jugend kugelförmigen, im Alter zylinderförmigen Spross und bleibt mit einer maximalen Höhe von 30 cm und einem maximalen Durchmesser von 9 cm eher klein. Der Spross ist graugrün und durch meist acht, nicht hervortretende Rippen deutlich gegliedert. Die Kanten der Rippen sind mit kleinen, stumpfen Zähnchen besetzt. Dornen fehlen. Die Blätter sind sehr klein und kurzlebig. Die ebenfalls graugrünen Cyathien bilden sich auf den Kanten nahe der Sprossspitze. Die Blütenstandsstiele sind sehr kurz. Das Hüllblatt hat einen Durchmesser von 2,5 bis 3 mm. Euphorbia obesa ist zweihäusig, nur gelegentlich einhäusig. Die Pflanze wird durch Insekten bestäubt.
Die Chromosomenzahl beträgt 2n = 20.

## Gefährdung
Euphorbia obesa kommt aufgrund ihres symmetrischen Aussehens weltweit in zahlreichen öffentlichen und privaten Sammlungen vor und es werden so viele Samen gewonnen, dass ein Aussterben in Kultivierung ausgeschlossen werden kann. In ihrem Habitat ist die Pflanze jedoch durch illegales Sammeln stark gefährdet, wenngleich sie geschützt ist und Entnahmen aus der Natur amtlich verfolgt werden.

## Systematik
Die Pflanze wurde 1897 von Peter MacOwan, dem damaligen Kurator der botanischen Gärten von Kapstadt, entdeckt und unter dem Namen Euphorbia meloformis an die Royal Botanic Gardens in Kew gesendet, wo sie 1903 von Joseph Dalton Hooker ihre wissenschaftliche Bezeichnung Euphorbia obesa bekam.
Von manchen Autoren werden folgende Unterarten unterschieden:
- Euphorbia obesa subsp. obesa
- Euphorbia obesa subsp. symmetrica (A.C.White, R.A.Dyer & B.Sloane) G.D.Rowley